# محمود أبو ندى
محمود إبراهيم أبو ندى (مواليد 9 فبراير 2000) هو لاعب كرة قدم قطري يلعب حالياً مع النادي العربي في دوري نجوم قطر كحارس مرمى.